# John Persson (botaniker)

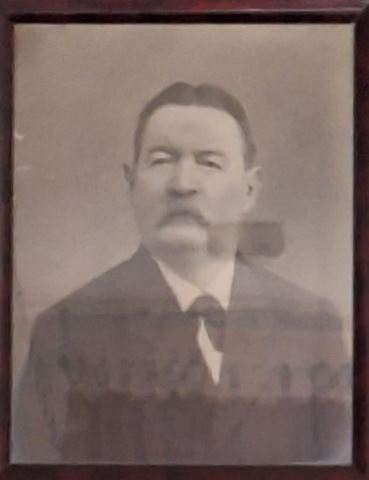
Botanikern John Persson

John Persson, född 17 september 1854 i Buddatorp, Glimåkra socken, död 11 december 1930 i Broby, Östra Broby socken, var en svensk apotekare och botaniker.
John Persson var son till hemmansägaren Per Johnsson. Efter läroverksstudier blev han apotekselev 1872 samt avlade farmacie studiosiexamen 1876 och apotekarexamen 1890. Han tjänstgjorde därefter vid apotek bland annat i Stockholm, Hässleholm och Södertälje, innehade 1905–1917 apoteket i Tranås och var sedan bosatt i Broby. Persson var en kunnig botaniker, känd även utomlands som en framstående mosskännare. Under långa resor i Sverige studerade han levermossorna, gjorde många viktiga fynd och bidrog till kunskapen om levermossornas utbredning. Han medarbetade rörande mossor i Otto Rudolf Holmbergs Skandinaviens flora.